# Zmarli w grudniu 2013

## Grudzień 2013
- 31 grudnia
  - James Avery – amerykański aktor[1]
  - John Fortune – brytyjski satyryk, komik, pisarz i aktor[2]
  - Wanda Kruszewska – polska aktorka[3]
  - Bruno Moravetz – niemiecki dziennikarz sportowy[4]
  - Al Porcino – amerykański trębacz jazzowy[5]
  - Andrzej Turski – polski dziennikarz, muzyk[6]
- 30 grudnia
  - Akeem Adams – trynidadzki piłkarz, obrońca[7]
  - Sjoerd Huisman – holenderski panczenista[8]
  - Eero Mäntyranta – fiński biegacz narciarski[9]
  - Lakshmi Shankar – hinduska wokalistka[10]
- 29 grudnia
  - Benjamin Curtis – amerykański muzyk, gitarzysta, członek grup: Tripping Daisy, Secret Machines, School of Seven Bells[11]
  - Connie Dierking – amerykański koszykarz[12]
  - Wojciech Kilar – polski pianista i kompozytor muzyki poważnej, twórca muzyki filmowej, dyrygent[13]
  - Biesik Kuduchow – rosyjski zapaśnik narodowości osetyjskiej, srebrny i brązowy medalista olimpijski, czterokrotny mistrz świata[14]
  - Walenty Titkow – polski lekarz, wojskowy i polityk[15]
- 28 grudnia
  - Halton Arp – amerykański astronom[16]
  - Ilja Cymbałar – rosyjski piłkarz pochodzenia ukraińskiego[17]
  - Sheila Guyse – amerykańska piosenkarka i aktorka[18]
  - Andrew Jacobs Jr. – amerykański polityk, demokrata[19]
  - Ludwik Jaskulski – polski żużlowiec[20]
  - Houston Wells – brytyjski piosenkarz country[21]
- 27 grudnia
  - Zofia Lewenstam – polska lekarka, internistka, uczestniczka powstania warszawskiego[22]
  - Anna Poppek – polska dziennikarka i publicystka[23]
  - Henri Rechatin – francuski linoskoczek[24]
  - Farooque Sheikh – indyjski aktor, filantrop i prezenter telewizyjny[25]
  - Muhammad Szatah – libański ekonomista, dyplomata i polityk[26]
- 26 grudnia
  - Paul Blair – amerykański baseballista[27]
  - Dinu Cocea – rumuński reżyser filmowy[28]
  - Mártha Eggerth – węgierska aktorka[29]
  - Andy Malcolm – angielski piłkarz[30]
  - Harold Whitaker – brytyjski animator filmowy, najbardziej znany z filmu Folwark zwierzęcy[31]
- 25 grudnia
  - Luis Humberto Gómez Gallo – kolumbijski polityk, senator[32]
  - Wayne Harrison – angielski piłkarz, napastnik[33]
  - Mike Hegan – amerykański baseballista[34]
  - Dariusz Kałużniacki – polski polityk, funkcjonariusz Służby Bezpieczeństwa[35][36]
  - Adnan Şenses – turecki aktor, muzyk[37]
- 24 grudnia
  - Soane Lilo Foliaki – tongański biskup katolicki[38]
  - Serghei Stroenco – mołdawski piłkarz[39]
- 23 grudnia
  - Michaił Kałasznikow – rosyjski wojskowy, generał, konstruktor broni strzeleckiej[40]
  - Yusef Lateef – amerykański multiinstrumentalista jazzowy, kompozytor i pedagog[41]
  - Ricky Lawson – amerykański muzyk, perkusista[42]
  - Andrzej Święcicki – polski panczenista, wielokrotny rekordzista kraju, trener[43]
- 22 grudnia
  - Bernard Michalski – polski aktor[44]
  - Stanisław Urbańczyk – polski działacz państwowy i inżynier, wiceminister przemysłu maszyn ciężkich i rolniczych (1978–1980)[45]
- 21 grudnia
  - Edgar M. Bronfman – amerykańsko-kanadyjski przemysłowiec, długoletni prezes Światowego Kongresu Żydów[46]
  - David Coleman – angielski komentator sportowy[47]
  - John Eisenhower – amerykański generał, dyplomata, ambasador, pisarz[48]
  - Peter Geach – brytyjski filozof[49]
- 20 grudnia
  - Piotr Bołotnikow – rosyjski lekkoatleta, długodystansowiec[50]
  - Herbert Hlubek – polski ksiądz katolicki, duszpasterz akademicki[51]
  - Lord Infamous – amerykański raper[52]
  - Gyula Maár – węgierski reżyser filmowy[53]
  - Nelly Omar – argentyńska piosenkarka i aktorka[54]
  - David Richards – brytyjski producent muzyczny[55]
- 19 grudnia
  - Eric Davis – amerykański gitarzysta bluesowy[56]
  - Herb Geller – amerykański saksofonista jazzowy, kompozytor, aranżer, bandleader[57]
  - Wojciech Kubiak – polski działacz państwowy, wiceminister w Ministerstwie Budownictwa i Gospodarki Przestrzennej[58]
  - Ned Vizzini – amerykański pisarz, autor powieści dla młodzieży[59]
- 18 grudnia
  - Martin Koeman – holenderski piłkarz[60]
  - Fatos Sela – albański aktor[61]
  - Brunon Synak – polski profesor, socjolog, były prezes zarządu głównego Zrzeszenia Kaszubsko-Pomorskiego, polityk i działacz samorządowy[62]
  - Paul Torday – brytyjski pisarz, biznesmen specjalizujący się w inżynierii morskiej[63]
- 17 grudnia
  - Ricardo María Carles Gordó – hiszpański duchowny katolicki, kardynał, arcybiskup Barcelony[64]
  - Tadeusz Gąsienica-Łuszczek – polski polityk, poseł na Sejm II kadencji (1993–1997)[65]
  - Roman Lipowicz – polski polityk, poseł na Sejm PRL VIII kadencji[66]
- 16 grudnia
  - Jan Chyliński – polski polityk, działacz społeczny, syn Bolesława Bieruta[67]
  - Ray Price – amerykański piosenkarz country, autor tekstów i gitarzysta[68]
  - Kordian Tarasiewicz – polski przedsiębiorca i importer kawy, publicysta, nestor polskiej przedsiębiorczości[69]
- 15 grudnia
  - Harold Camping − amerykański biznesmen, pisarz, „prorok końca świata”[70]
  - Joan Fontaine − amerykańska aktorka[71]
  - Edward Karłowicz – polski dziennikarz, reportażysta i publicysta[72]
  - Waldemar Pietkiewicz – polski polityk, działacz środowiska sybiraków[73]
- 14 grudnia
  - Janet Dailey – amerykańska autorka powieści romantycznych[74]
  - Peter O’Toole – irlandzki aktor i reżyser[75]
- 13 grudnia
  - Jerzy Handschke − polski ekonomista[76]
  - Hugh Nissenson – amerykański pisarz[77]
  - Kim Kuk T’ae − północnokoreański polityk[78]
  - Zafer Önen − turecki aktor[79]
  - Jan Sztern – polski poeta żydowskiego pochodzenia[potrzebny przypis]
- 12 grudnia
  - Zbigniew Karkowski − polski kompozytor[80]
  - Tom Laughlin – amerykański aktor[81]
  - Maria Lidka – brytyjska skrzypaczka[82]
  - Ezra Sellers − amerykański bokser[83]
  - Ryszard Siciński − polski adwokat, brat prof. Andrzeja Sicińskiego[84]
  - Jang Sŏng T’aek − północnokoreański polityk[85]
  - Audrey Totter − amerykańska aktorka[86]
  - Rae Woodland – brytyjska śpiewaczka operowa, sopranistka[87]
- 11 grudnia
  - Regina Deriewa – rosyjska poetka, prozaik, tłumacz[88]
  - Javier Jauregui − meksykański bokser[89]
- 10 grudnia
  - Jim Hall − amerykański gitarzysta jazzowy[90]
  - Rossana Podestà − włoska aktorka[91]
- 9 grudnia
  - Kees Brusse − holenderski aktor, reżyser filmowy[92]
  - Barbara Hesse-Bukowska − polska pianistka[93]
  - Eleanor Parker − amerykańska aktorka, trzykrotnie nominowana do Oscara za role pierwszoplanowe[94]
  - Shane Del Rosario − amerykański bokser oraz kickbokser, zawodnik UFC[95]
- 8 grudnia
  - John Warcup Cornforth − australijski chemik, laureat Nagrody Nobla[96]
- 7 grudnia
  - Ryszard Damrosz – polski muzyk, kompozytor, aranżer, dyrygent i kierownik zespołów muzycznych[97]
  - Nadieżda Iljina − rosyjska lekkoatletka[98]
  - Eero Kolehmainen – fiński biegacz narciarski[99]
  - Józef Kowalski – polski kapitan, weteran wojny polsko-bolszewickiej, rekordzista długowieczności[100]
  - Wiesława Krodkiewska – polska działaczka kulturalna, specjalistka w zakresie muzyki chóralnej[101]
  - Jacob Matlala – południowoafrykański bokser[102]
  - Édouard Molinaro – francuski reżyser filmowy[103]
  - Stanisław Rakoczy – polski prawnik i polityk[104]
  - Allen Rosenberg – amerykański wioślarz[105]
- 6 grudnia
  - Lucyna Grobicka – polska dziennikarka i prezenterka telewizyjna[106]
  - Stan Tracey – brytyjski pianista i kompozytor jazzowy[107]
  - Louis Waldon – amerykański aktor[108]
- 5 grudnia
  - Emmanuel McDonald Bailey – brytyjski lekkoatleta, sprinter[109]
  - Günther Förg – niemiecki malarz, grafik, rzeźbiarz i fotograf[110]
  - Barry Jackson – angielski aktor[111]
  - Nelson Mandela – południowoafrykański polityk, prezydent RPA w latach 1994–1999, laureat Pokojowej Nagrody Nobla[112]
  - Marek Pertkiewicz – polski lekarz, prezes Polskiego Towarzystwa Żywienia Pozajelitowego i Dojelitowego[113]
  - Colin Wilson – brytyjski filozof, pisarz[114]
- 4 grudnia
  - Paul Aussaresses – francuski generał[115]
  - Jan Milkowski – polski działacz samorządowy, naczelnik Wyszkowa (1990), przewodniczący rady miejskiej Wyszkowa[116]
- 3 grudnia
  - Daniel Czapiewski – kaszubski przedsiębiorca i społecznik, animator życia kulturalnego na Kaszubach[117]
  - Aleksy (Frołow) – rosyjski duchowny prawosławny, arcybiskup kostromski i galicki[118]
  - Rafał Włoczewski – polski gitarzysta, członek zespołu T.Love, operator[119]
- 2 grudnia
  - Halina Elczewska – polska działaczka społeczna pochodzenia żydowskiego[120]
  - Junior Murvin – jamajski muzyk reggae[121]
  - Mary Riggans – szkocka aktorka[122]
  - Pedro Rocha – urugwajski piłkarz[123]
  - Witold Urbanowicz – polski malarz[124]
  - Halina Wistuba – polska teolog i filozof kultury[125]
  - Christopher Welch – amerykański aktor[126]
- 1 grudnia
  - Heinrich Boere – holenderski zbrodniarz wojenny[127]
  - Richard Coughlan – brytyjski perkusista rockowy, muzyk grupy Caravan[128]
  - Jerzy Matałowski – polski aktor[129]
  - Fernando Sabogal Viana – kolumbijski duchowny katolicki, biskup pomocniczy Bogoty[130]